# ویلچنتا
ویلچنتا (به لاتین: Wilczęta) یک روستا در لهستان است که در گمینا ویلچنتا واقع شده‌است. ویلچنتا ۴۳۰ نفر جمعیت دارد.